# Temporada 1990-91 de l'NBA
La temporada 1990-91 de l'NBA fou la 45a en la història de l'NBA. Chicago Bulls fou el campió després de guanyar a Los Angeles Lakers per 4-1, i aconseguí el primer dels seus sis anells.

## Classificacions

### Conferència Est
| Equip              | V  | D  | %V   | P  |
| ------------------ | -- | -- | ---- | -- |
| Boston Celtics     | 56 | 26 | ,683 | -  |
| Philadelphia 76ers | 44 | 38 | ,537 | 12 |
| New York Knicks    | 39 | 43 | ,476 | 17 |
| Orlando Magic      | 31 | 51 | ,378 | 24 |
| Washington Bullets | 30 | 52 | ,366 | 26 |
| New Jersey Nets    | 26 | 56 | ,317 | 30 |
| Miami Heat         | 24 | 58 | ,293 | 32 |

| Equip               | V  | D  | %V   | P  |
| ------------------- | -- | -- | ---- | -- |
| Chicago Bulls C     | 61 | 21 | ,744 | -  |
| Detroit Pistons     | 50 | 32 | ,610 | 11 |
| Milwaukee Bucks     | 48 | 34 | ,585 | 13 |
| Atlanta Hawks       | 43 | 39 | ,524 | 18 |
| Indiana Pacers      | 41 | 41 | ,500 | 20 |
| Cleveland Cavaliers | 33 | 49 | ,402 | 28 |
| Charlotte Hornets   | 26 | 56 | ,317 | 35 |

### Conferència Oest
| Equip                  | V  | D  | %V   | P  |
| ---------------------- | -- | -- | ---- | -- |
| San Antonio Spurs      | 55 | 27 | ,671 | -  |
| Utah Jazz              | 54 | 28 | ,659 | 1  |
| Houston Rockets        | 52 | 30 | ,634 | 3  |
| Minnesota Timberwolves | 29 | 53 | ,354 | 26 |
| Dallas Mavericks       | 28 | 54 | ,341 | 27 |
| Denver Nuggets         | 20 | 62 | ,244 | 35 |

| Equip                  | V  | D  | %V   | P  |
| ---------------------- | -- | -- | ---- | -- |
| Portland Trail Blazers | 63 | 19 | ,768 | -  |
| Los Angeles Lakers     | 58 | 24 | ,707 | 5  |
| Phoenix Suns           | 55 | 27 | ,671 | 8  |
| Golden State Warriors  | 44 | 38 | ,537 | 19 |
| Seattle SuperSonics    | 41 | 41 | ,500 | 22 |
| Los Angeles Clippers   | 31 | 51 | ,378 | 32 |
| Sacramento Kings       | 25 | 57 | ,305 | 38 |

* V: Victòries
* D: Derrotes
* %V: Percentatge de victòries
* P: Diferència de partits respecte al primer lloc
* C: Campió

## Playoffs
Els equips en negreta van avançar fins a la següent ronda. Els números a l'esquerra de cada equip indiquen la posició de l'equip en la seva conferència, i els números a la dreta indiquen el nombre de partits que l'equip va guanyar en aquesta ronda. Els campions de divisió estan marcats per un asterisc. L'avantatge de pista local no pertany necessàriament a l'equip de posició més alta al seu grup, sinó a l'equip amb un millor rècord a la temporada regular; els equips que gaudeixen de l'avantatge de casa es mostren en cursiva.
|  | Primera Ronda | Primera Ronda | Primera Ronda |   |             | Semifinals de Conferència | Semifinals de Conferència | Semifinals de Conferència |  |   | Finals de Conferència | Finals de Conferència | Finals de Conferència |  |    | Final NBA | Final NBA | Final NBA |
|  |               |               |               |   |             |                           |                           |                           |  |   |                       |                       |                       |  |    |           |           |           |
|  | 1             | Chicago       | 3             |   |             |                           |                           |                           |  |   |                       |                       |                       |  |    |           |           |           |
|  | 8             | New York      | 0             |   |             |                           |                           |                           |  |   |                       |                       |                       |  |    |           |           |           |
|  | 8             | New York      | 0             |   | 1           | Chicago                   | 4                         |                           |  |   |                       |                       |                       |  |    |           |           |           |
|  |               |               |               |   | 1           | Chicago                   | 4                         |                           |  |   |                       |                       |                       |  |    |           |           |           |
|  |               | 5             | Philadelphia  | 1 |             |                           |                           |                           |  |   |                       |                       |                       |  |    |           |           |           |
|  | 4             | 5             | Philadelphia  | 1 | Milwaukee   | 0                         |                           |                           |  |   |                       |                       |                       |  |    |           |           |           |
|  | 4             |               |               |   | Milwaukee   | 0                         |                           |                           |  |   |                       |                       |                       |  |    |           |           |           |
|  | 5             | Philadelphia  | 3             |   |             |                           |                           |                           |  |   |                       |                       |                       |  |    |           |           |           |
|  | 5             | Philadelphia  | 3             |   |             |                           |                           |                           |  | 1 | Chicago               | 4                     |                       |  |    |           |           |           |
|  |               |               |               |   |             |                           |                           |                           |  | 1 | Chicago               | 4                     |                       |  |    |           |           |           |
|  |               | 3             | Detroit       | 0 |             |                           |                           |                           |  |   |                       |                       |                       |  |    |           |           |           |
|  | 3             | 3             | Detroit       | 0 | Detroit     | 3                         |                           |                           |  |   |                       |                       |                       |  |    |           |           |           |
|  | 3             |               |               |   | Detroit     | 3                         |                           |                           |  |   |                       |                       |                       |  |    |           |           |           |
|  | 6             | Atlanta       | 2             |   |             |                           |                           |                           |  |   |                       |                       |                       |  |    |           |           |           |
|  | 6             | Atlanta       | 2             |   | 3           | Detroit                   | 4                         |                           |  |   |                       |                       |                       |  |    |           |           |           |
|  |               |               |               |   | 3           | Detroit                   | 4                         |                           |  |   |                       |                       |                       |  |    |           |           |           |
|  |               | 2             | Boston        | 2 |             |                           |                           |                           |  |   |                       |                       |                       |  |    |           |           |           |
|  | 2             | 2             | Boston        | 2 | Boston      | 3                         |                           |                           |  |   |                       |                       |                       |  |    |           |           |           |
|  | 2             |               |               |   | Boston      | 3                         |                           |                           |  |   |                       |                       |                       |  |    |           |           |           |
|  | 7             | Indiana       | 2             |   |             |                           |                           |                           |  |   |                       |                       |                       |  |    |           |           |           |
|  | 7             | Indiana       | 2             |   |             |                           |                           |                           |  |   |                       |                       |                       |  | E1 | Chicago   | 4         |           |
|  |               |               |               |   |             |                           |                           |                           |  |   |                       |                       |                       |  | E1 | Chicago   | 4         |           |
|  |               | O3            | L.A. Lakers   | 1 |             |                           |                           |                           |  |   |                       |                       |                       |  |    |           |           |           |
|  | 1             | O3            | L.A. Lakers   | 1 | Portland    | 3                         |                           |                           |  |   |                       |                       |                       |  |    |           |           |           |
|  | 1             |               |               |   | Portland    | 3                         |                           |                           |  |   |                       |                       |                       |  |    |           |           |           |
|  | 8             | Seattle       | 2             |   |             |                           |                           |                           |  |   |                       |                       |                       |  |    |           |           |           |
|  | 8             | Seattle       | 2             |   | 1           | Portland                  | 4                         |                           |  |   |                       |                       |                       |  |    |           |           |           |
|  |               |               |               |   | 1           | Portland                  | 4                         |                           |  |   |                       |                       |                       |  |    |           |           |           |
|  |               | 5             | Utah          | 1 |             |                           |                           |                           |  |   |                       |                       |                       |  |    |           |           |           |
|  | 4             | 5             | Utah          | 1 | Phoenix     | 1                         |                           |                           |  |   |                       |                       |                       |  |    |           |           |           |
|  | 4             |               |               |   | Phoenix     | 1                         |                           |                           |  |   |                       |                       |                       |  |    |           |           |           |
|  | 5             | Utah          | 3             |   |             |                           |                           |                           |  |   |                       |                       |                       |  |    |           |           |           |
|  | 5             | Utah          | 3             |   |             |                           |                           |                           |  | 1 | Portland              | 2                     |                       |  |    |           |           |           |
|  |               |               |               |   |             |                           |                           |                           |  | 1 | Portland              | 2                     |                       |  |    |           |           |           |
|  |               | 3             | L.A. Lakers   | 4 |             |                           |                           |                           |  |   |                       |                       |                       |  |    |           |           |           |
|  | 3             | 3             | L.A. Lakers   | 4 | L.A. Lakers | 3                         |                           |                           |  |   |                       |                       |                       |  |    |           |           |           |
|  | 3             |               |               |   | L.A. Lakers | 3                         |                           |                           |  |   |                       |                       |                       |  |    |           |           |           |
|  | 6             | Houston       | 0             |   |             |                           |                           |                           |  |   |                       |                       |                       |  |    |           |           |           |
|  | 6             | Houston       | 0             |   | 3           | L.A. Lakers               | 4                         |                           |  |   |                       |                       |                       |  |    |           |           |           |
|  |               |               |               |   | 3           | L.A. Lakers               | 4                         |                           |  |   |                       |                       |                       |  |    |           |           |           |
|  |               | 7             | Golden State  | 1 |             |                           |                           |                           |  |   |                       |                       |                       |  |    |           |           |           |
|  | 2             | 7             | Golden State  | 1 | San Antonio | 1                         |                           |                           |  |   |                       |                       |                       |  |    |           |           |           |
|  | 2             |               |               |   | San Antonio | 1                         |                           |                           |  |   |                       |                       |                       |  |    |           |           |           |
|  | 7             | Golden State  | 3             |   |             |                           |                           |                           |  |   |                       |                       |                       |  |    |           |           |           |

## Estadístiques
| Categoria                   | Jugador         | Equip                  | Mitjana/% |
| --------------------------- | --------------- | ---------------------- | --------- |
| Punts per partit            | Michael Jordan  | Chicago Bulls          | 31,5      |
| Rebots per partit           | David Robinson  | San Antonio Spurs      | 13,0      |
| Assistències per partit     | John Stockton   | Utah Jazz              | 14,2      |
| Robatoris per partit        | Alvin Robertson | Milwaukee Bucks        | 3,0       |
| Taps per partit             | Hakeem Olajuwon | Houston Rockets        | 3,9       |
| Percentatge de tirs de camp | Buck Williams   | Portland Trail Blazers | 60,2      |
| Percentatge de tirs lliures | Reggie Miller   | Indiana Pacers         | 91,8      |
| Percentatge de triples      | Jim Les         | Sacramento Kings       | 46,1      |

## Premis
- MVP de la temporada
  -  Michael Jordan (Chicago Bulls)

- Rookie de l'any
  -  Derrick Coleman (New Jersey Nets)

- Millor defensor
  -  Dennis Rodman (Detroit Pistons)

- Millor sisè home
  -  Detlef Schrempf (Indiana Pacers)

- Jugador amb millor progressió
  -  Scott Skiles (Orlando Magic)

- Entrenador de l'any
  -  Don Chaney (Houston Rockets)

- Primer quintet de la temporada
  - A - Karl Malone, Utah Jazz
  - A - Charles Barkley, Philadelphia 76ers
  - P - David Robinson, San Antonio Spurs
  - B - Michael Jordan, Chicago Bulls
  - B - Magic Johnson, Los Angeles Lakers

- Segon quintet de la temporada
  - Dominique Wilkins, Atlanta Hawks
  - Chris Mullin, Golden State Warriors
  - Patrick Ewing, New York Knicks
  - Kevin Johnson, Phoenix Suns
  - Clyde Drexler, Portland Trail Blazers

- Tercer quintet de la temporada
  - James Worthy, Los Angeles Lakers
  - Bernard King, Washington Bullets
  - Hakeem Olajuwon, Houston Rockets
  - John Stockton, Utah Jazz
  - Joe Dumars, Detroit Pistons

- Millor quintet de rookies
  - Dee Brown, Boston Celtics
  - Kendall Gill, Charlotte Hornets
  - Derrick Coleman, New Jersey Nets
  - Dennis Scott, Orlando Magic
  - Lionel Simmons, Sacramento Kings

- Primer quintet defensiu
  - Dennis Rodman, Detroit Pistons
  - Buck Williams, Portland Trail Blazers
  - David Robinson, San Antonio Spurs
  - Alvin Robertson, Milwaukee Bucks
  - Michael Jordan, Chicago Bulls

- Segon quintet defensiu
  - Joe Dumars, Detroit Pistons
  - John Stockton, Utah Jazz
  - Hakeem Olajuwon, Houston Rockets
  - Scottie Pippen, Chicago Bulls
  - Dan Majerle, Phoenix Suns